# Birkfeld
Birkfeld là một đô thị thuộc huyện Weiz thuộc bang Steiermark, nước Áo. Đô thị Birkfeld có diện tích 4,26 km², dân số thời điểm cuối năm 2005 là 1716 người. 